# ホワイト郡 (イリノイ州)
ホワイト郡（英: White County）は、アメリカ合衆国イリノイ州の南東部に位置する郡である。2010年国勢調査での人口は14,665人であり、2000年の15,731人から4.6％減少した。郡庁所在地はカーミ（人口5,240人）であり、同郡で人口最大の都市でもある。

## 歴史
ホワイト郡は1815年にギャラティン郡から分離して設立され、郡名はガラティン郡の議員だったレナード・ホワイト大尉（一説ではアイザック・ホワイト）に因んで名付けられた。ホワイトは、イリノイ州とウィスコンシン州の州境を数マイル北のミシガン湖南端まで伸ばす考えを提唱した者とされ、またイクオリティで塩の製造に携わった。1811年のティッペカヌーの戦いで戦死した。郡庁所在地のカーミは1814年に設立され1816年に法人化された。初代郡庁舎はジョン・クローの丸太小屋だった。
ホワイト郡に最初の白人開拓者が来たのは1807年と1809年の間だった。最初の開拓地はリトルウォバッシュ川と郡内に多くあるプレーリーの1つであるビッグ・プレーリーの近くだった。当初の開拓者家族は、両カロライナ州、ケンタッキー州あるいはテネシー州で滞在したあとに、イリノイ州に入ってきた者が多く、またスコットランド系アイルランド人の子孫だった。多くの者はオハイオ川を移動する平底船の港だったショーニータウンの土地事務所を通過して来ていた。
別の初期開拓地として、ボナパス・クリークとウォバッシュ川の合流点にあったグレイビルがあり、1810年頃にグレイの家族が入植した。ウォバッシュ川とフォックス川の氾濫原の上、崖上にフィリップスタウン、1818年頃にダニエル・ブーンの兄弟の拠点になったニューヘイブン（大半はガラティン郡）もあった。後のサクラメント村近くにあった長老派教会のオールド・シャロン教会は1816年頃に組織化され、1830年代には教会の数マイル北にセブンマイルプレーリー村が設立された。エイブラハム・リンカーンのガールフレンドだったアン・ラトリッジの両親はこの集団に属していた。
1839年頃、パトリック・ドーランに率いられたアイルランド系移民の集団が、ミッチェルとダンの集団と共にエンフィールド郡区の西端に入り始めた。ドーランは1853年にエンフィールド村の土地が区割りされた時に競売人となり、セブンマイルは鉄道が敷かれることを予測して西に動かされたが、鉄道が敷かれたのは1872年になってからだった。1840年代以降ドイツの特にバーデン地方からの移民が郡中央部に入ってきた。
19世紀後半、ノリスシティ、スプリンガートン、ミルショールズ（むかしは近くの原生林を使って樽造りが盛んだった）、エプワース、ヘラルド、バーントプレーリー（元のリバティ）、クロスビル、フィリップスタウン、コンコード（エマとも呼ばれた）、モーニー、ライジングサン（ドッグタウンと呼ばれた）といった町が設立された。モーニーとライジングサンはウォバッシュ川沿いにあり、アフリカ系アメリカ人の家族を惹き付けた。現在は存在していない多くの村も造られた。
1925年、ホワイト郡はアメリカ合衆国の歴史の中でも最大級のトリ・ステート竜巻に襲われた。ハミルトン郡とホワイト郡で127人の死者を出したが、かなりの死者はホワイト郡の者だった。大きな被害を受けた町はカーミだった。
1939年夏まで郡の主要産業は農業だったが、この年ウォバッシュ川低地にあるストームズとスティンソンで石油が発見された。その後の2年間でカーミの人口は2,700人から5,400人と倍増し、クロスビルやグレイビルでも人口が増えた。1940年、これら2つの町の間を歩けば、単純に油井から油井の間を歩くだけだと言われた。このときの労働者の多くは以前にあったテキサス州やオクラホマ州での石油ブームから移ってきていた。
ホワイト郡の現人口は15,000人ほどであり、郡庁所在地のカーミに5,000人強がいる。数多い引退後の人々が住み、多くの市民は東に45マイル (72 km) 離れたインディアナ州エバンズビルや25マイル (40 km) 離れたマウントバーノンの工場で働いている。石油と農業以外の産業として、自動車部品製造、コンビニ店物流センター、および炭坑がある。

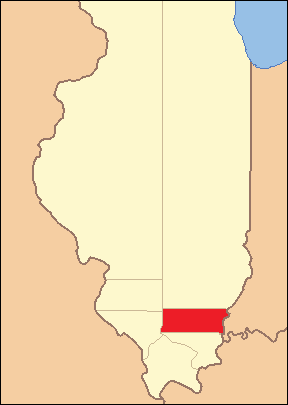
1815年創設時から1818年までの郡領域
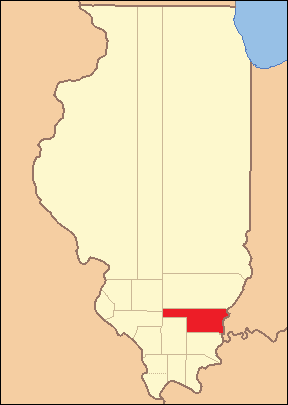
1818年から1819年まで
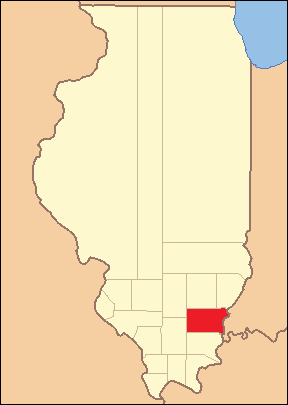
1819年から1821年まで
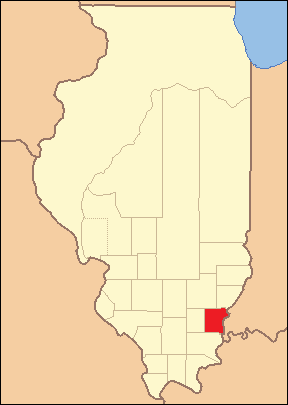
1821年、ハミルトン郡創設で小さくなってから現在までの領域

## 地理
アメリカ合衆国国勢調査局に拠れば、郡域全面積は501.86平方マイル (1,299.8 km2)であり、このうち陸地494.77平方マイル (1,281.4 km2)、水域は7.10平方マイル (18.4 km2)で水域率は1.41％である。

### 主要高規格道路
- 州間高速道路64号線
- アメリカ国道45号線
- イリノイ州道1号線
- イリノイ州道14号線
- イリノイ州道141号線

### 隣接する郡
- エドワーズ郡 - 北
- ギブソン郡 (インディアナ州) - 北東
- ポージー郡 (インディアナ州) - 東
- ギャラティン郡 - 南
- セイリーン郡 - 南西
- ハミルトン郡 - 西
- ウェイン郡 - 北西

## 気候と気象
近年、郡庁所在地であるカーミ市の平均気温は1月の22°F (-6 ℃) から7月の89°F (32 ℃) まで変化している。過去最低気温は1994年1月に記録された-20°F (-29 ℃) であり、過去最高気温は2007年8月に記録された103°F (39 ℃) である。月間降水量は10月の2.61インチ (66 mm) から5月の5.00インチ (127 mm) まで変化している。

## 人口動態
以下は2000年国勢調査による人口統計データである。
| 基礎データ - 人口: 14,665人 - 世帯数: 6,534 世帯 - 家族数: 4,377 家族 - 人口密度: 12人/km2（31人/mi2） - 住居数: 7,393軒 - 住居密度: 6軒/km2（15軒/mi2） 人種別人口構成 - 白人: 98.22% - アフリカン・アメリカン: 0.26% - ネイティブ・アメリカン: 0.34% - アジア人: 0.16% - 太平洋諸島系: 0.01% - その他の人種: 0.16% - 混血: 0.85% - ヒスパニック・ラテン系: 0.67% 先祖による構成 - アメリカ人：24.7％ - ドイツ系：23.6％ - イギリス系：16.4％ - アイルランド系：11.4％ | 年齢別人口構成 - 18歳未満: 21.5% - 18-24歳: 7.7% - 25-44歳: 25.3% - 45-64歳: 24.6% - 65歳以上: 20.9% - 年齢の中央値: 42歳 - 性比（女性100人あたり男性の人口） - 総人口: 91.1 - 18歳以上: 89.5 世帯と家族（対世帯数） - 18歳未満の子供がいる: 26.8% - 結婚・同居している夫婦: 56.6% - 未婚・離婚・死別女性が世帯主: 7.6% - 非家族世帯: 33.0% - 単身世帯: 29.8% - 65歳以上の老人1人暮らし: 16.6% - 平均構成人数 - 世帯: 2.29人 - 家族: 2.82人 収入と家計 - 収入の中央値 - 世帯: 29,601米ドル - 家族: 36,580米ドル - 性別 - 男性: 30,619米ドル - 女性: 17,282米ドル - 人口1人あたり収入: 16,412米ドル - 貧困線以下 - 対人口: 12.5% - 対家族数: 8.7% - 18歳未満: 17.7% - 65歳以上: 9.8% |

## 郡区
ホワイト郡は下記10の郡区に分割されている。
| - バーントプレーリー - カーミ - エマ - エンフィールド - グレイ | - ホーソーン - ヘラルズプレーリー - インディアンクリーク - ミルショールズ - フィリップス |  |

## 都市と町

### 都市
- カーミ - 郡庁所在地
- グレイビル（南半分）

### 村
- バーントプレーリー
- クロスビル
- エンフィールド
- モーニー
- ミルショールズ
- ノリスシティ
- フィリップスタウン
- スプリンガートン

### 未編入の町
- ブラウンズビル
- バンゲイ
- カルビン
- センタービル
- ドッグタウン
- エプワース
- ゴセット
- ヘラルド
- ライジングサン
- サクラメント